# René de Dorlodot
Pour les articles homonymes, voir Dorlodot.
René de Dorlodot, né à Tardais en Eure-et-Loir le 17 février 1883 et mort à Paris le 24 décembre 1970, est un homme politique belge catholique (indépendant), et un militant wallon.

## Biographie
Petit-fils d'Eugène-François de Dorlodot, René-Marie-Gabriel baron de Dorlodot est le fils de Léon de Dorlodot, zouave pontifical, maître de forges et bourgmestre d'Acoz, et de Louise Lefebvre.
Il est volontaire de guerre en 1914-1918.
Il fut toute sa vie un catholique indépendant, siégea comme tel au Conseil communal d'Acoz dont il fut le bourgmestre de 1921 à 1953. Il fut conseiller provincial de la province de Hainaut (1921-1928) et sénateur de Charleroi-Thuin de 1928 à 1946 en suppléance de Fernand Thiébaut et de 1946 à 1949 en suppléance de Maurice Mayence et puis sénateur élu par le Conseil provincial du Hainaut, de 1949 à 1963.
Considéré comme un représentant de la vieille droite poussiéreuse par le quotidien démocrate-chrétien La Cité, il collabora cependant à L'Opinion wallonne et surtout à L'Action wallonne la revue de Georges Thone, Georges Truffaut et Fernand Dehousse qui s'exprima vivement contre la politique de neutralité suivie par la Belgique à partir de 1936.
L'Encyclopédie du Mouvement wallon lui consacre une brève notice.
Il a été inhumé au cimetière d'Acoz-Lausprelle.

## Publications
- Un tour du monde économique, politique et historique. Notes de voyage, Charleroi, 1938
- Crime ou folie ? (1929-1934), Bruxelles, 1944
- Larmes de sang (1940-1944), Bruxelles, 1944
- Pour une juste répression. Contre les manœuvres politiques, arrestations arbitraires, atrocités honteuses, Charleroi, 1945
- Les communistes ont-ils été irréprochables au début de la guerre ? Jugez vous-même, Charleroi, 1945
- La guerre inutile. Qui l'a laissé faire ?, Bruxelles, sans date
- Limoges après la capitulation, Bruxelles, 1945
- Lendemain de victoire (1918-1929), Bruxelles, 1945
- La douceur de vivre (1883-1918), 1946
- Trente-cinq ans d'indépendance au Parlement, Bruxelles, 1964
- Testament politique, Charleroi, 1968

## Distinctions
- Grand-croix de l'ordre de Léopold II ;
- Croix de guerre 1914-1918 (Belgique) ;
- Croix de guerre 1914–1918 (France) ;
- Grand cordon de l'ordre du Christ (Portugal).

## Sources
- P. Van Molle, Het Belgisch parlement, p. 72;
- De Katholieke Unie van België, [1934], p. 15.
- Bio sur ODIS